# Rue scolaire

Panneau en Belgique

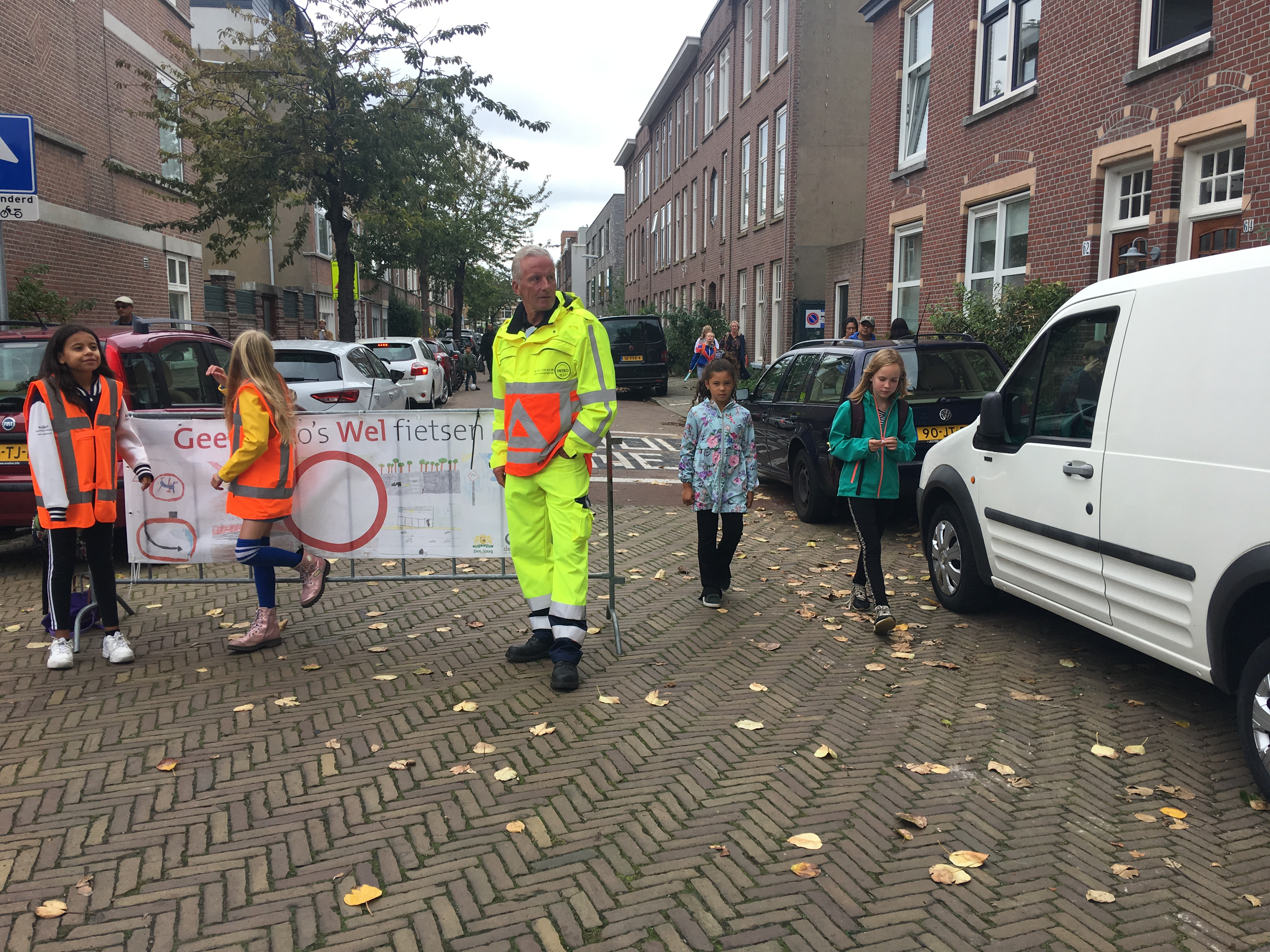
Barrière à l'entrée d'une rue scolaire à La Haye aux Pays-Bas, en 2019.

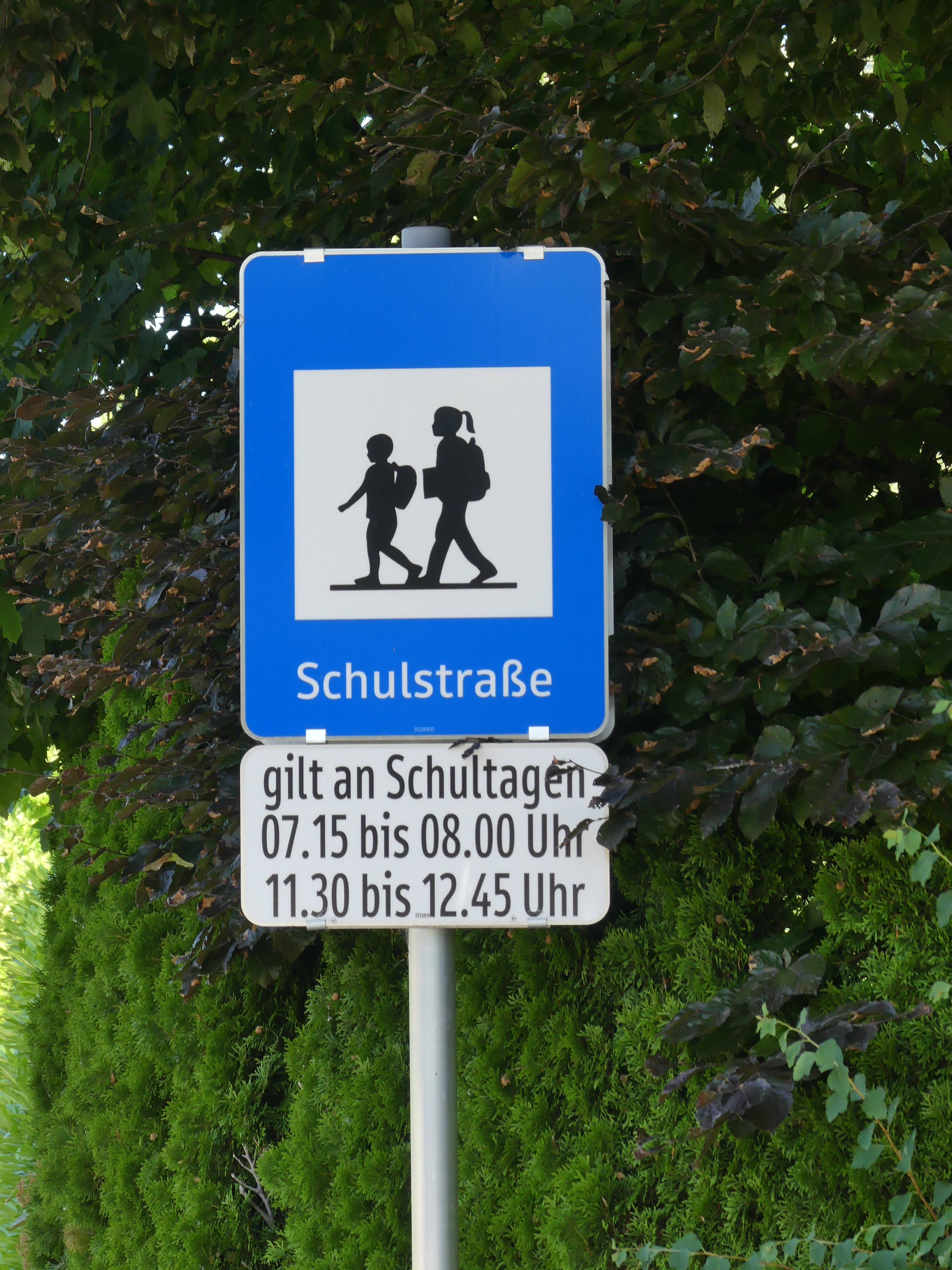
Panneau routier signalant une rue scolaire (Schulstraße) à Lustenau en Autriche, en 2023. Les horaires de fermeture sont indiqués dans le panonceau.

Une rue scolaire est une rue située à proximité d'une école, que l'on ferme à la circulation automobile, plus souvent pendant les heures de rentrée et de sortie des classes, dans le but d'apaiser la rue, de la mettre en sécurité et d'encourager les déplacements à pied ou à vélo.

## Objectifs
Les rues scolaires sont décrites par Matthieu Chassignet, ingénieur mobilités à l'ADEME, comme un cercle vertueux. En effet, si le trafic automobile est diminué, alors les cheminements vers l'école sont plus sûrs, ce qui augmente le sentiment de sécurité et encourage les enfants à aller à l'école à pied ou à vélo, ainsi le trafic diminue.

## Historique
Dès 2004, la Belgique instaure l'obligation d'aménager des zones 30 aux abords des écoles, puis expérimente les rues scolaires à partir de 2012. Le concept intègre le code de la route en 2018. En 2019, le gouvernement bruxellois a investi un million d'euros dans la création de rues scolaires dans la Région de Bruxelles-Capitale.
Depuis 2018, le Royaume-Uni ferme des rues à proximité des écoles aux heures de pointe, afin d'améliorer la santé des écoliers en limitant la pollution et en incitant à la marche à pied Notamment à Londres, où près de 350 rues scolaires ont été aménagées en un an, à partir d'avril 2020,
Le concept continue dans plusieurs autres pays d'Europe à partir de 2020 : l'Espagne et la France (Lyon, Paris, Lille).

## France

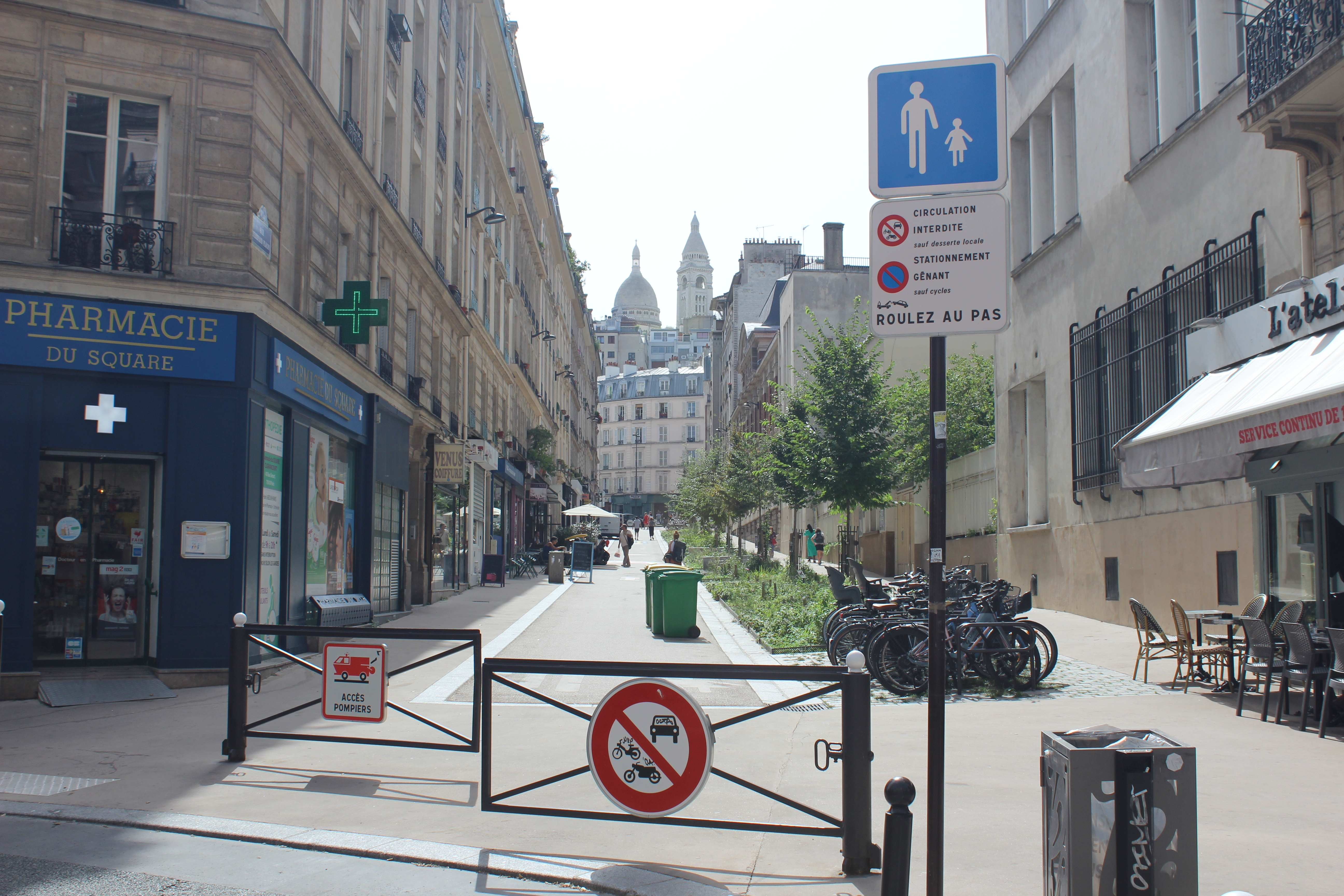
Rue Ferdinand-Flocon, 75018 Paris

Les rues aux écoles à Paris comptent 224 rues devenues piétonnes à proximité des écoles parisiennes. Parmi celles-ci, 74 sont effectivement aménagées avec la suppression de la chaussée et la plantation d'arbustes. Pour les autres la route est, pour l'instant, simplement interdite au voitures. L'objectif de la ville est « d'atteindre 300 rues aux enfants d'ici 2026, dont la moitié – autour de 150 – complètement réaménagées ».